# Leeds
Leeds je město na severu Anglie a centrum metropolitního distriktu City of Leeds, který je součástí metropolitního hrabství West Yorkshire. Městem protéká řeka Aire. Podle výsledků sčítání obyvatel z roku 2001 má Leeds (jádro) 300 000 obyvatel, zatímco distrikt City of Leeds (celé město Leeds) má 700 000 obyvatel, žijících na ploše 551 km2.

## Historie

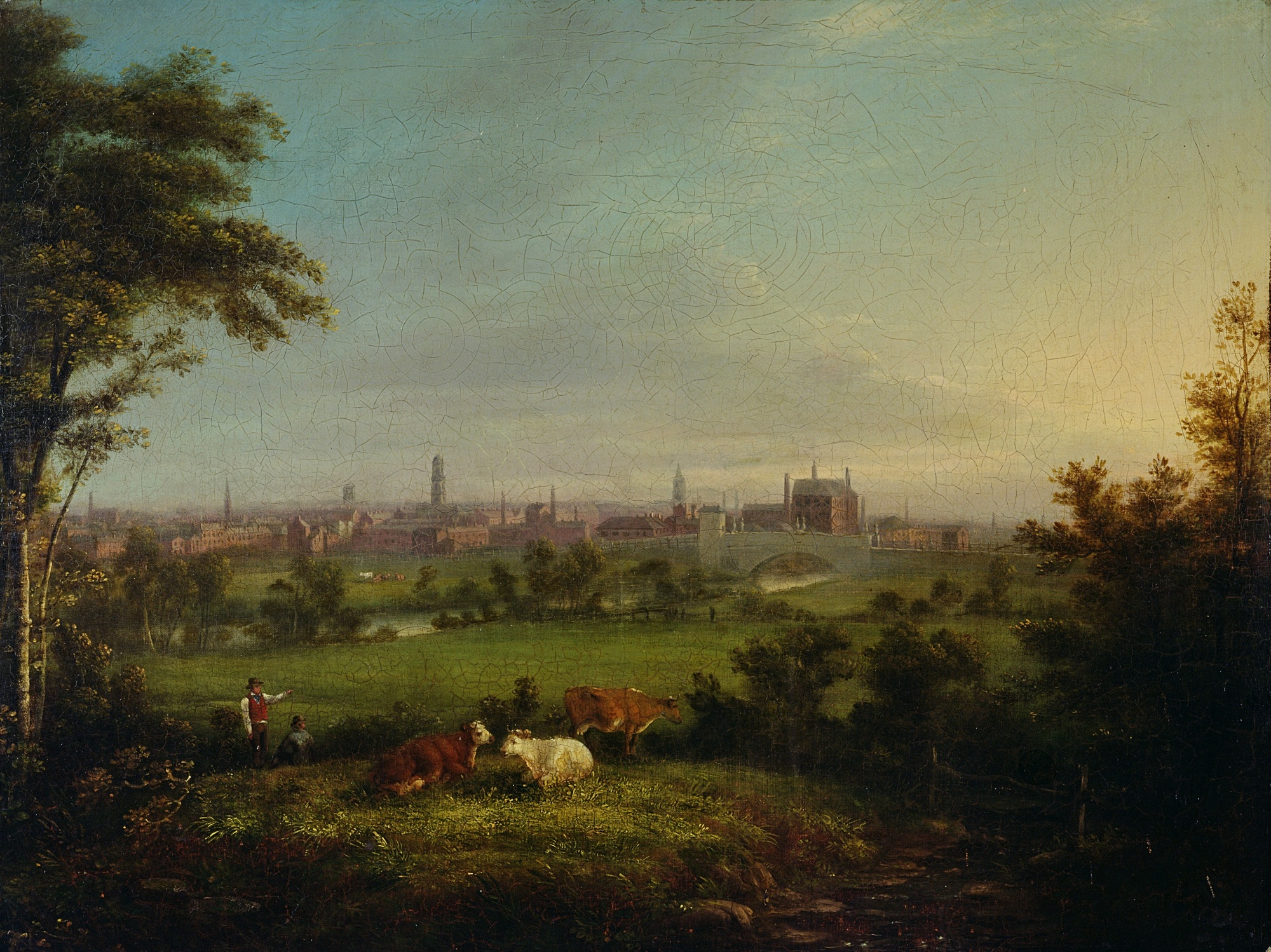
Leeds from the Meadows, Joseph Rhodes, 1825.

Název města pochází ze jména Leodis, což bylo anglosaské označení pro keltské království, které odolávalo určitou dobu po anglosaské invazi.
První písemná zmínka o Leedsu pochází z pozemkové knihy z roku 1086. Leeds byl ve středověku střediskem zemědělských trhů a první královský patent obdržel roku 1207. V době vlády Tudorovské dynastie byl Leeds obchodním městem, vyráběly se zde vlněné oděvy které se přes zátoku Humer dopravovaly do Evropy. Tyto aktivity se projevily nárůstem počtu obyvatel. Zatímco v 17. století žilo v Leedsu asi 10 000 obyvatel, na konci 18. století se tento počet zvýšil na 30 000.
Průmyslová revoluce způsobila další raketový nárůst počtu obyvatel, když v roce 1840 měl Leeds již 150 000 obyvatel. Rozvoj průmyslu v Leedsu byl podmíněn výstavbou Aire & Calder Navigation roku 1699, Leeds and Liverpool Canal roku 1816 a železnice roku 1848. Roku 1893 byl Leedsu udělen statut města. Mezi hlavní obory rozvíjené v té době ve městě patřily mimo jiné výroba tkacích strojů, strojních nástrojů a parních motorů. Město těžilo i z rozsáhlých zásob uhlí ve svém okolí a první komerční železnice – Middleton Railway (provozovaná do dnešní doby), dopravovala toto uhlí do Leedsu.
Na počátku 20. století se tato situace začala měnit vytvořením akademických institucí – University of Leeds a Leeds Metropolitan University. Tato doba je také charakteristická zlepšením zdravotnické péče výstavbou nemocnic – Leeds General Infirmary a St James's Hospital. Po druhé světové válce došlo k poklesu průmyslové výroby. Zatímco v roce 1951 byl podíl pracovníků zaměstnaných v průmyslových odvětvích jedna polovina, v roce 1971 to již byla jen jedna třetina. V letech 1971 až 1981 ztratil Leeds třetinu pracovních míst v průmyslu. Přesto zde existují velké průmyslové společnosti vyrábějící například turbíny, ventily a potrubí pro ropný průmysl, měděné slitiny, chirurgické nástroje, čerpadla a motory.
V 80. letech 20. století konzervativní vláda založila rozvojové společnosti (Urban Development Corporations) v mnoha městech země – některé zanedbané oblasti byly vyňaty z působnosti místních úřadů a vláda vyčlenila prostředky na podporu investic soukromého sektoru do těchto oblastí. Leeds Development Corporation vykonávala svou funkci v letech 1988 až 1995 a přispěla k oživení dvou zchátralých oblastí ve městě – Kirkstall Valle a nábřeží v jihovýchodní části centra města.
V současnosti je Leeds považován za jedno z nejvýznamnějších měst Velké Británie a centrum ceremoniálního hrabství West Yorkshire.

## Ekonomika a průmysl

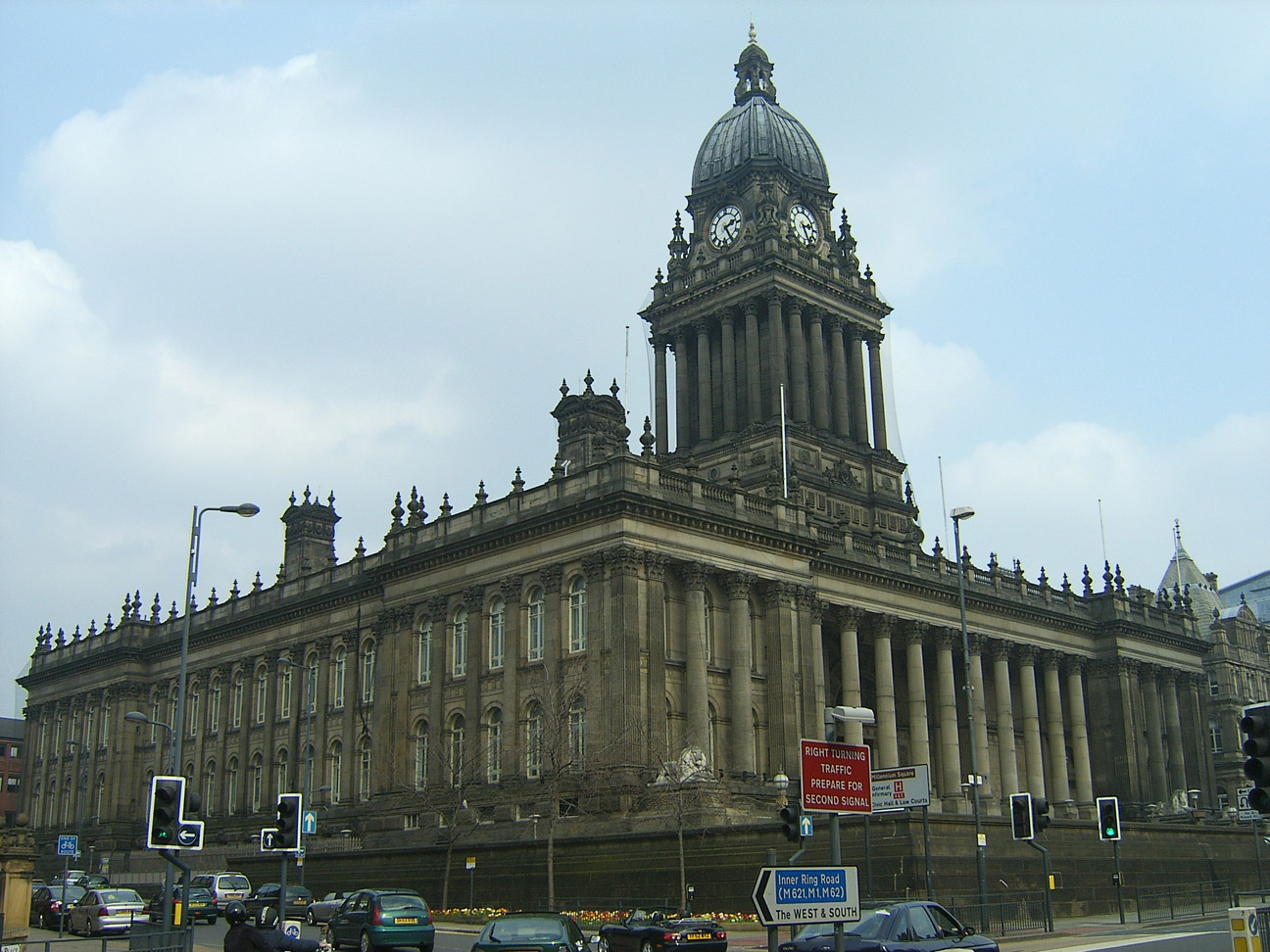
Leedská radnice postavená roku 1858

Leeds byl nedávno institucí Omis Research zvolen jako nejlepší město Velké Británie pro podnikání. Je také považován za nejrychleji se rozvíjející město Velké Británie, má široké spektrum průmyslových odvětví a dominantním zastoupením sektoru služeb. Leeds je po Londýnu největším finančním centrem Velké Británie. Moderní odvětví jako maloobchod, call centra, kancelářský sektor a mediální průmysl jsou na velmi vysoké úrovni. Ve finančním sektoru a obchodních službách je zaměstnáno asi 100 000 pracovníků, což tvoří asi jednu čtvrtinu pracovních míst v Leedsu. Síla ekonomiky se také odráží v nízké úrovni nezaměstnanosti.
Na konci 90. let 20. století s rozvojem používání Internetu se stal Leeds jedním z hlavních center tohoto odvětví. Městský obvod Holbeck je nyní označován jako internetová čtvrť. V současné době prochází více než třetina internetové komunikace Velké Británie přes Leeds a město je tak nejvýznamnějším městem Velké Británie v této oblasti. V Leedsu sídlí oděvní firma a módní značka Marks & Spencer.

## Doprava

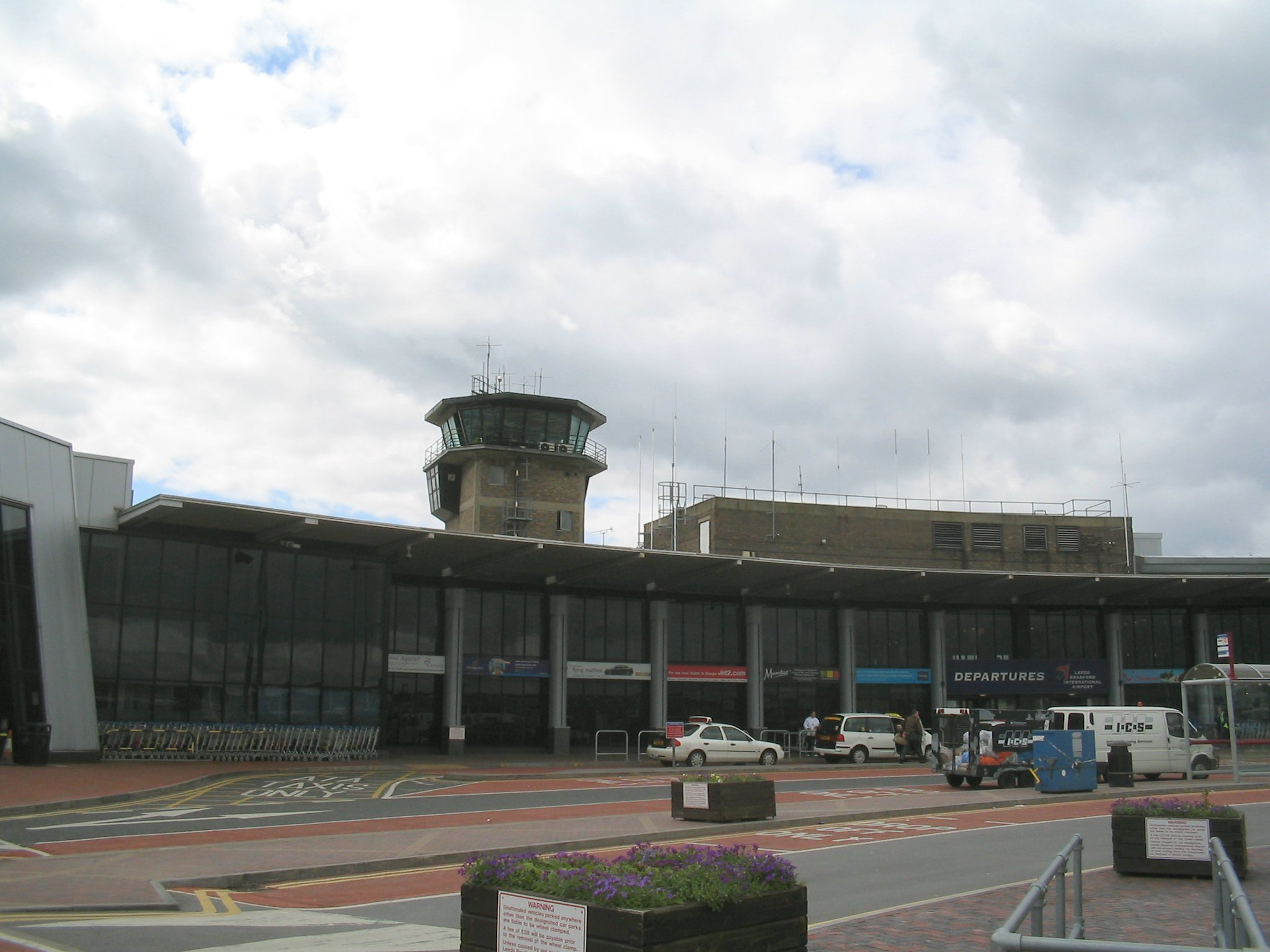
Letiště Leeds Bradford International

Pro Leeds má velký význam železniční doprava. Metro Trains provozované společností Northern Rail spojuje železniční stanici Leeds station (šestá nejrušnější železniční stanice mimo Londýn) se všemi částmi West Yorkshire. Další společnosti jako GNER, Virgin Cross Country, Midland Mainline a First Transpennine Express poskytují spojení s ostatními částmi země.
Leeds je také významnou křižovatkou silniční komunikace na severu země – dálnice A1, M1 a M62 se křižují poblíž města.
Na severovýchodním okraji města se nachází Letiště Leeds Bradford International, ze kterého jsou vypravovány pravidelné lety do Evropy, Egypta a Turecka.
Městská rada nechala vypracovat plány pro výstavbu sítě tramvajové dopravy ale tento záměr nebyl podpořen vládou a tak je Leeds jedním z největších měst Evropské unie bez rozvinuté městské hromadné dopravy.

## Kultura a umění

### muzea a galerie
Leeds má bohatou škálu veřejné a měšťanské architektury viktoriánské a edwardiánské doby. Jsou zde také tři muzea a dvě galerie:
- Muzeum královských zbrojnic bylo otevřeno roku 1996, kdy sem byly přesunuty sbírky z Toweru), systematicky doplňované nálezy z archeologických výzkumů hrabství.
- Městské muzeum Leedsu je zaměřeno na novodobou historii města 19.–21. století, na jeho průmysl a kulturní dějiny hrabství Západní Yorkshire.
- Thackray's Medical Museum má sbírky z dějin lékařství.
- Leeds City Art Gallery je městská galerie moderního umění se sídlem vedle budovy radnice. Vedle ní následuje budova
- Centre Henry Moore, galerie proslulého sochaře a spoluzakladatele kubismu.

### Veřejné budovy

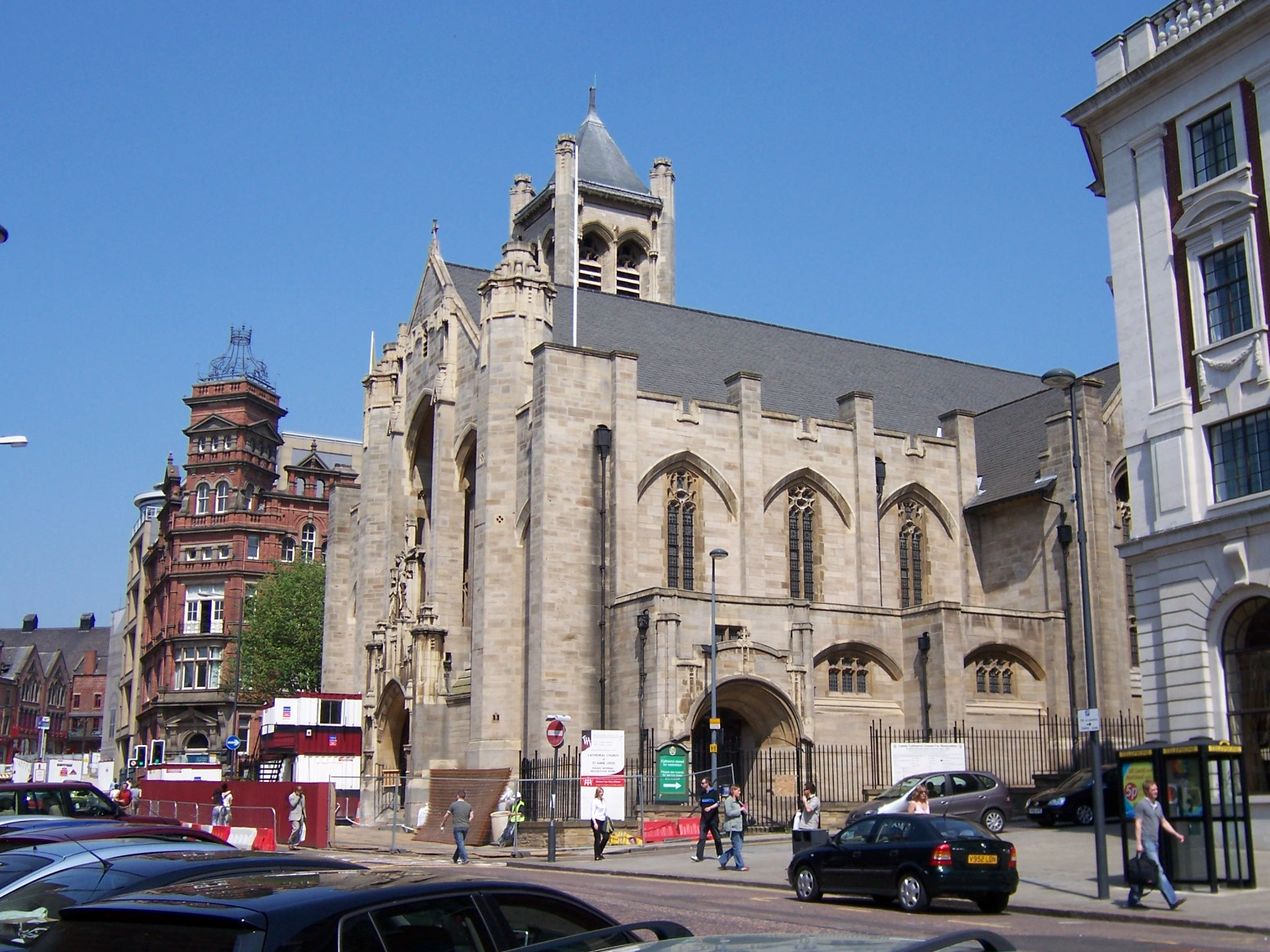
Kartedrála svaté Anny v Leedsu

Leeds je sídlem mnoha církví a církevních staveb křesťanských, židovských i muslimských. Žádná z těchto svatyní však není starší než z 19. století.
Dominantou historického centra je římskokatolická Katedrála sv. Anny, neogotická trojlodní bazilika s pozoruhodným alabastrovým oltářem Kristových pašijí. Sídlem biskupa je však město Ripon.
Sedm synagog odpovídá faktu, že v Leedsu žije po Londýně a Manchesteru třetí největší židovská komunita ve Velké Británii. V posledních třiceti letech se rozrůstá komunita arabská, jež mj. zbudovala dvě architektonicky pozoruhodné mešity, obě stojí na předměstí.
Budova radnice (Town Hall), elektrárny (Electric Mill), hlavní pošty a někdejší městské knihovny patří k nejvýznamnějším veřejným civilním stavbám 19. století, jež v panoramatu města vyznačují věže (v případě elektrárny komín). Za vidění stojí hlavní radniční síň, pompézní Victoria Hall (vstup ve všední dny je bezplatný).
V Leedsu sídlí divadlo Grand Theatre, (kde vystupuje operní soubor Opera North), ve viktoriánské budově je mj. hudební sál Leeds City Varieties, (vystupovali zde například Charles Chaplin nebo Harry Houdini) a West Yorkshire Playhouse.

### Festivity

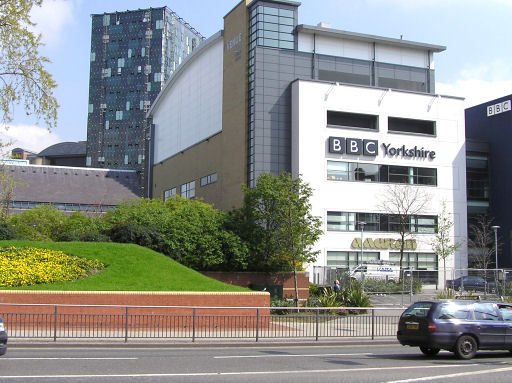
BBC Yorkshire

Mezinárodní kongres středověké kultury pořádá univerzita v Leedsu každoročně první týden v červenci. Zahrnuje jak přednášky, tak exkurze, hudební představení a knižní veletrh s neomezeným přístupem pro všechny zájemce.
Leeds Festival na němž vystupují významné osobnosti mainstreamové i alternativní rockové hudby, se koná každoročně v Bramhamském parku. Město také hostí Leeds International Piano Competition, akci pořádanou jednou za tři roky již od roku 1963, kde začala svou kariéru celá řada klavíristů. Významnou událostí, jednou z nejvýznamnějších hudebních akcí mimo Londýn, je Leeds International Concert Season. Město pořádá i mezinárodně známý filmový festival – Leeds International Film Festival. První film na světě vytvořil v Leedsu Louis Le Prince na Leeds Bridge.
Leeds je místem vydávání různých lokálních novin – deníku Yorkshire Post, večerníku Yorkshire Evening Post a týdeníků Leeds Weekly News, Wharfe Valley Times a Pudsey Times. Je zde vydáváno i několik magazínů – Leeds Guide a Absolute Leeds zaměřených na kulturní akce ve městě a okolí.
Mezi regionální televizní stanice patří BBC Television a Yorkshire Television, i když jejich budoucnost není s ohledem na plánovanou restrukturalizaci redakcí příliš jistá. Lokální rádia jsou zastoupena mimo jiné stanicemi BBC Radio Leeds, Radio Aire, Magic 828, Galaxy 105, Real Radio a Yorkshire Radio.
Leeds je známý univerzitou o čtyřech fakultách, a tím i velkým počtem studentů. To vedlo v 80. letech 20. století k rozvoji barů, nočních a hudebních klubů například – Cockpit, New Roscoe nebo Joseph's Well. Leeds je považován za město z největším počtem nočních klubů v zemi. V poslední době vznikly další nové kluby v oblasti okolo Millennium Square a Northern Quarter. V této části města nedávno své podniky otevřely společnosti Hard Rock Café a TigerTiger.

## Vzdělání
Za zabezpečení provozu mnoha základních škol, středních škol, vysokých škol a jiných vzdělávacích institucí v Leedsu zodpovídá organizace Education Leeds. V Leedsu se nachází dvě univerzity – University of Leeds s 31 500 studentů v denním studiu (a dalších 52 000 v krátkodobých kursech) a Leeds Metropolitan University s asi 26 000 studenty (podle informací UCAS, WWW stránky LMU uvádí počet 37 000) a několik vysokoškolských fakult včetně Trinity & All Saints' College akreditovanou University of Leeds. Budovy univerzit jsou soustředěné poblíž centra města.
Za hlavní střední školy jsou považovány Leeds Grammar School a Leeds Girls' High School. Leeds Grammar School (chlapecká škola) se nachází na okraji města u Alwoodley Gates a byla založena roku 1552. Leeds Girls' High School je výběrová soukromá škola pro dívky a nachází se v Headingley.

## Sport

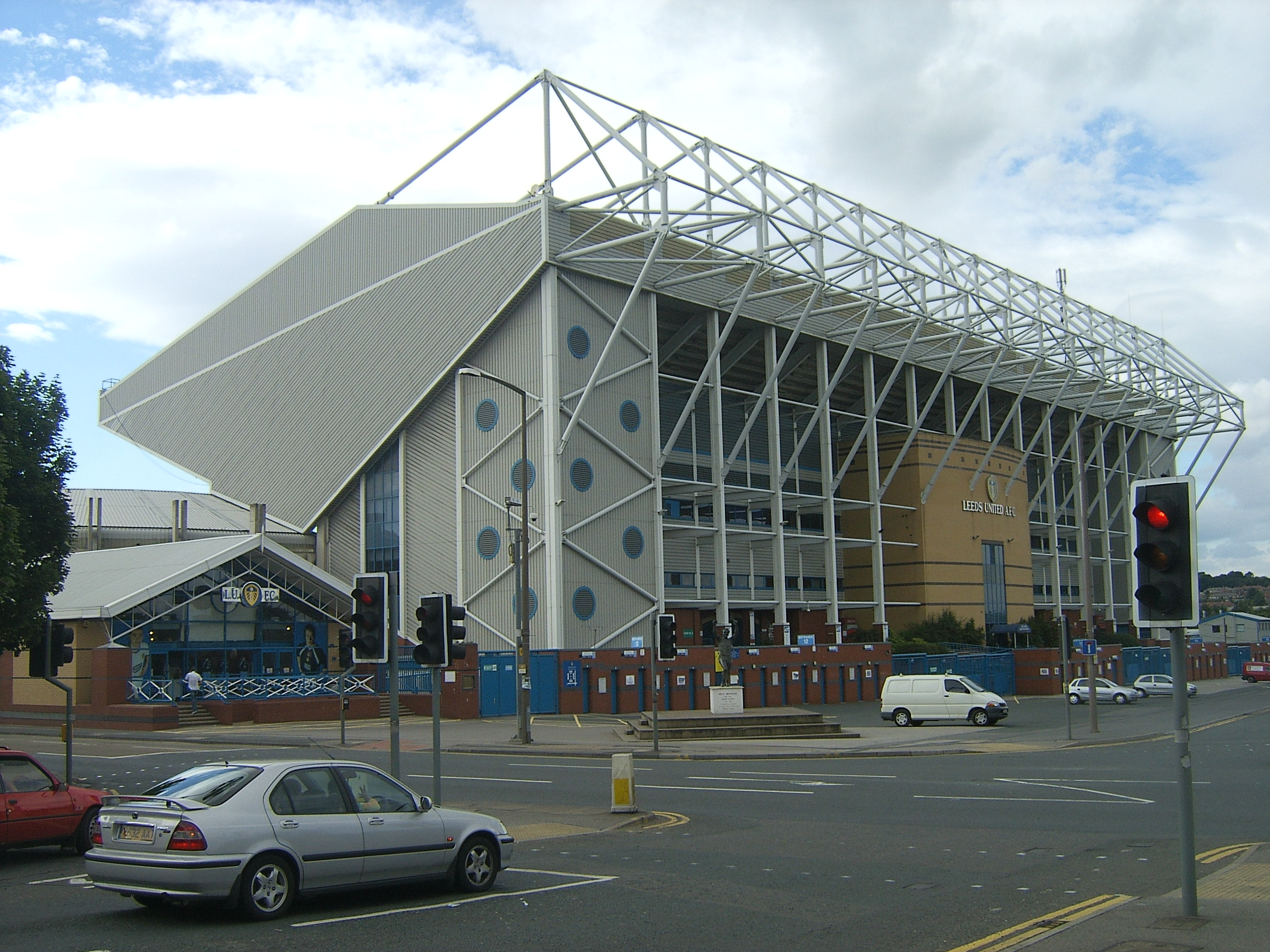
Fotbalový staión Elland Road

Leeds má výraznou sportovní tradici. Mezi nejznámější patří kriketový klub Yorkshire County Cricket Club, ragbyové kluby Leeds Rhinos a Yorkshire Carnegie (domovským stadiónem je Headingley Stadium) a fotbalový klub Leeds United F.C. hrající na stadiónu Elland Road.
Leeds City AC patří mezi nejúspěšnější atletické oddíly v severní Anglii s výraznými úspěchy především v přespolním běhu.
Mezi významné sportovní stánky ve městě je možno zařadit fotbalový stadión Elland Road s kapacitou 40 000 diváků, který hostil utkání Mistrovství Evropy ve fotbale 1996, Headingley Stadium s kapacitou 22 000 diváků pro ragby a kriket, South Leeds Stadium pro atletiku, bowls, fotbal a tenis a 50 metrový plavecký bazén. Dalšími zajímavými sportovními zařízeními jsou Leeds Wall (horolezectví), Xscape (krytá hala se zasněženým svahem a ledovou horolezeckou stěnou), plachtařské centrum Yeadon Tarn a Garforth Jets Badminton Club.

## Známí rodáci
- Arthur Ransome (1884–1967), anglický spisovatel a novinář[3]
- Nevill Mott (1905–1996), anglický fyzik, nositel Nobelovy ceny za fyziku za rok 1977[4]
- Christopher Tolkien (1924–2020), anglický spisovatel a editor[5]
- Peter O'Toole (1932–2013), irský herec, držitel čestného Oscar[6]
- Charles Stross (* 1964), anglický spisovatel[7]
- Ralph Ineson (* 1969), anglický herec a dabér[8]
- Mel B (* 1975), anglická zpěvačka, textařka, tanečnice a bývalá členka skupiny Spice Girls[9]
- James Milner (* 1986), anglický profesionální fotbalista a reprezentant[10]
- Matthew Lewis (* 1989), anglický herec[11]
- Charlie Heaton (* 1994), anglický herec a hudebník[12]
- Erling Haaland (* 2000), norský profesionální fotbalista a reprezentant[13]

## Partnerská města
- Praha, Česko
- Brno, Česko
- Kolombo, Srí Lanka
- Dortmund, Německo
- Durban, Jihoafrická republika
- Chang-čou, Čína
- Lille, Francie
- Louisville, Spojené státy americké

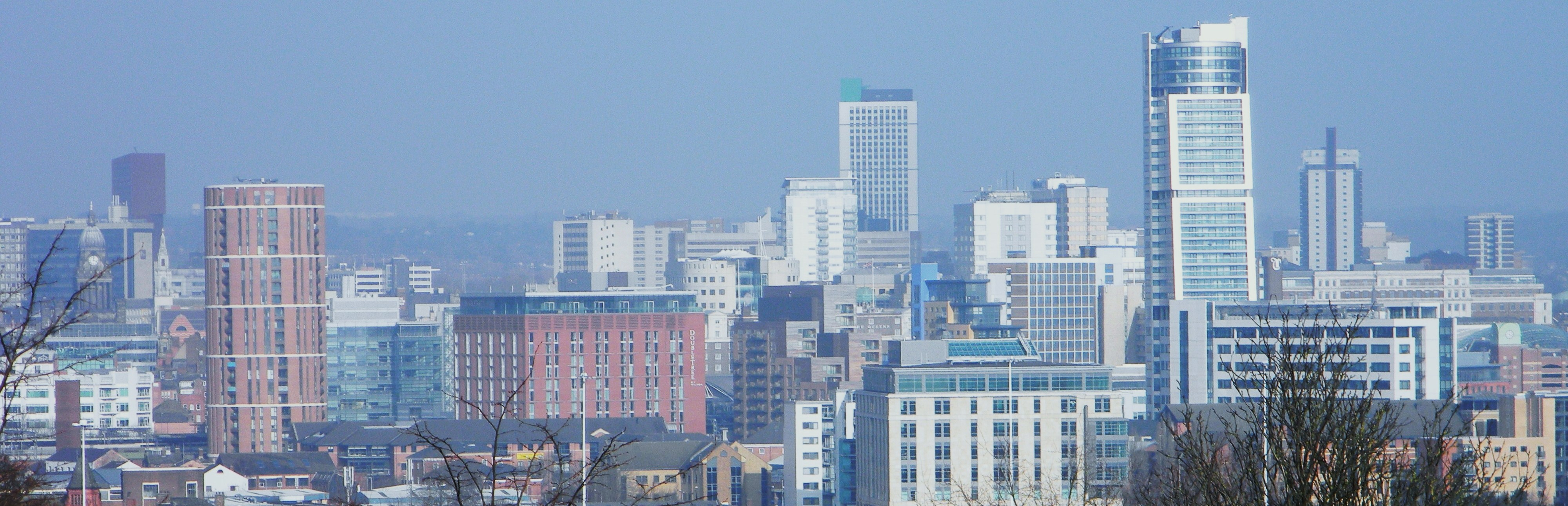
Centrum Leedsu

- Siegen, Německo